# イヴォンヌ・レイナーの殺人/サツジン
『イヴォンヌ・レイナーの殺人/サツジン』 （ 英： MURDER and murder ）は、1996年に製作されたアメリカの映画。イヴォンヌ・レイナー監督。
日本では、1998年（第7回）東京国際レズビアン&ゲイ映画祭(5月9日、16日)にて上映された。

## キャスト
- ミルドレッド：キャスリーン・シャルファン
- ドリス：ジョアンナ・マリーン
- ミルドレッド(若い時)：キャサリン・ケルナー
- アリス：アリス・プレイトン
- エヴァン：ダニエル・マーティン・バーキー